# Миан (Дананг)
Миан (вьет. Mỹ An) — квартал района Нгуханьшон города Дананг, Вьетнам.
Квартал Миан имеет площадь 3,4 км², население в 2005 году составляло 1318 человек, плотность населения — 388 человек/км².

## История
Квартал Миан появился в 2005 году, когда квартал Бакмиан был разделён на два: Миан и Кхюэми.

## Туризм
Миан — туристический район с множеством гостиниц, кафе, баров, спа-салонов, центров серфинга. В качестве центра туристического активности руководство квартала развивает улицы Антхыонг, расположенные недалеко от берега моря.
Местом интереса для гастрономического туризма является рынок Бакмиан, на котором можно попробовать разнообразные местные блюда, от моллюсков до мороженого.
Берегом моря в Миане является участок 7-километрового пляжа Бакмиан, менее известного, чем расположенный севернее пляж Микхе и больше ориентированного на отдых в дорогих курортных отелях. От моря Миан отделён улицей Во Нгуен Зяпа, одной из красивейших улиц Дананга.

## Галерея

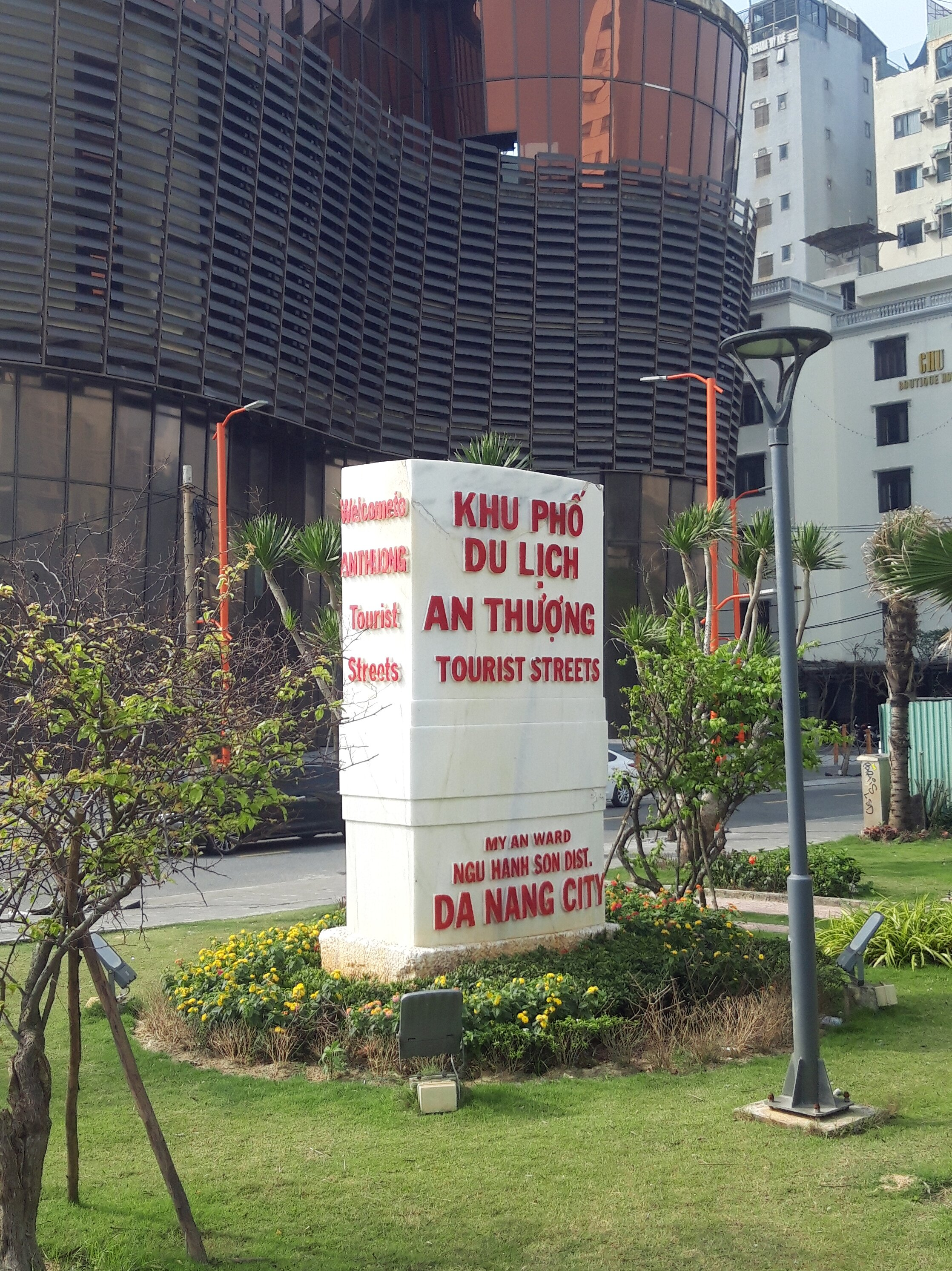
Стела на въезде в район туристических улиц Антхыонг
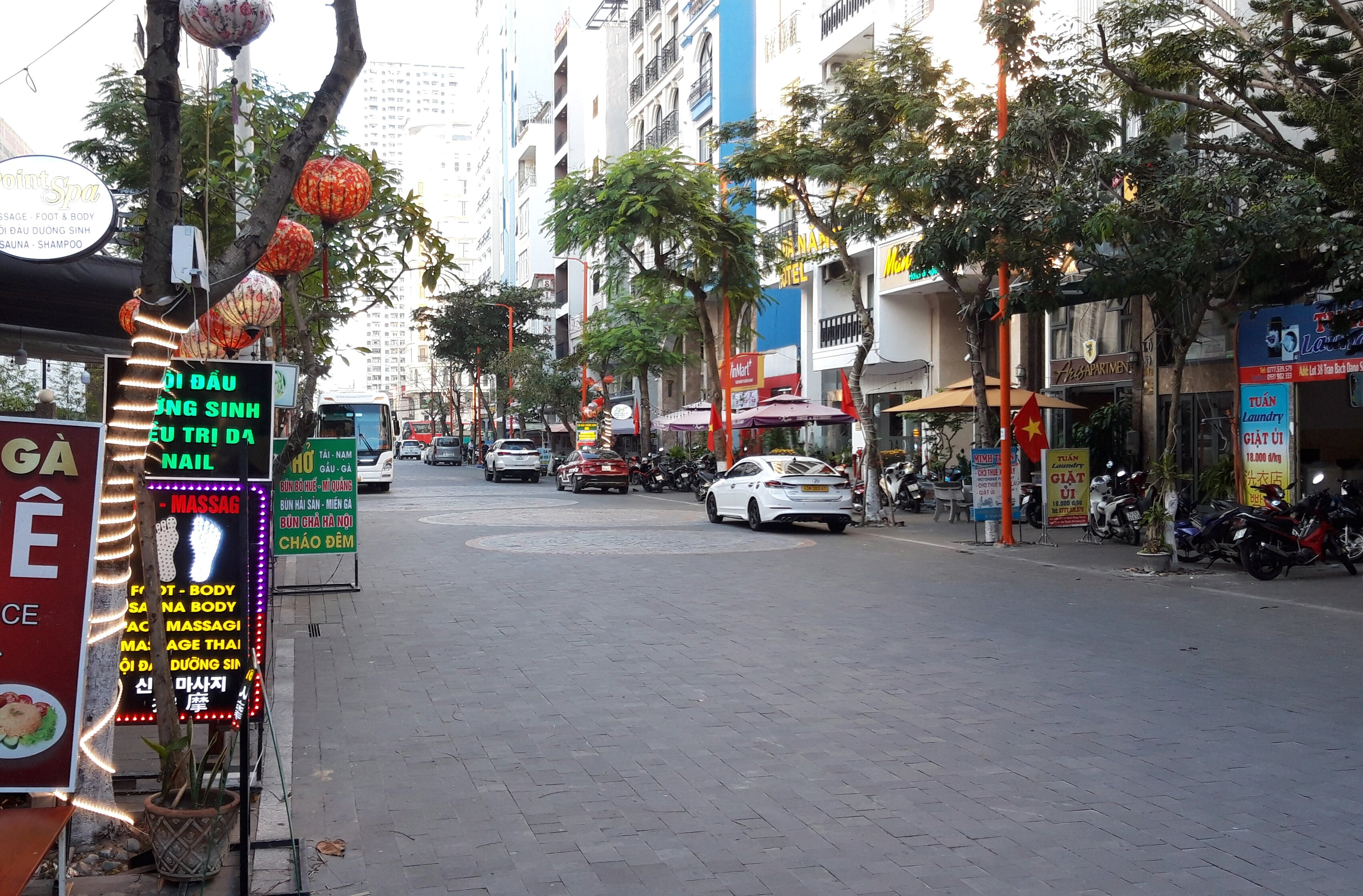
Одна из туристических улиц района Миан